# فصول في أديان الهند الهندوسية والبوذية والجينية والسيخية وعلاقة التصوف بها
فصول في أديان الهند الهندوسية والبوذية والجينية والسيخية وعلاقة التصوف بها هو كتاب كتبه ضياء الرحمن عزمي عن الهندوسية من منظور إسلامي. نُشر الكتاب عام 1997 من دار البخاري، المدينة المنورة، ثم في عام 2002 من مكتبة رشد، المملكة العربية السعودية. يعد الكتاب أحد النصوص الرئيسية عن الهندوسية والدين الهندي في مجال الدراسات الإسلامية. يقدم هذا الكتاب دراسة علمية للديانات الأربع الرئيسية في الهند، الهندوسية والبوذية والجاينية والسيخية، من منظور إسلامي. ويزعم المؤلف في الكتاب أن هذه الديانات الثلاث متشابهة وأن أسسها ترتكز في معظمها على معتقدات وأفكار وعادات قديمة.

## تاريخ
هذا الكتاب هو في الواقع مجموعة من مقالات المؤلف، والتي نشرت في "مجلة الجمعية الإسلامية بالمدينة المنورة" الصادرة عن الجامعة الإسلامية.
ثم عندما تم تعيينه أستاذا في جامعة المدينة المنورة، كان مسؤولا أيضا عن تدريس "أديان العالم". ومن بين أمور أخرى، أنه عندما أسندت إليه هذه المسؤولية، قام بإعداد نص "الدين" من المقالات ثم أعاد ترتيب هذه المقالات للاستخدام العام ونشرها في شكل كتاب. والآن يتناول هذان الكتابان "الدين" وهما "اليهودية والمسيحية" (دراسات في اليهودية وأديان النصرانية) و"دين الهند" الصادران في مجلد واحد بعنوان دراسات في اليهودية والمسيحية والأديانيل هند (دراسات في اليهودية والمسيحية). وأديان الهند، دراسات في الديانات اليهودية والمسيحية والهندية/دراسة مقارنة لليهودية والمسيحية والأديان الهندية), تحتوي على 784 صفحة،, تصدره مكتبة الرشد، وهي مطبعة مشهورة في المملكة العربية السعودية، لتشابه المحتوى وحتى الآن صدرت منه سبع طبعات. تنشر المؤسسة هذا الكتاب كل عام لأنه يحظى بشعبية كبيرة بين المعلمين والطلاب في الجامعات الإسلامية المحلية

## محتويات

### الهندوسية
في كتاب أعظمي يقول عن الهندوسية، عاش شعب الكول في موهينجودارو في الهند في القرن الثالث قبل الميلاد، وجاء الطورانيون وهزموهم واختلطوا بهم، ونشأ عرق الدرافيد، الذي عاش في موهينجودارو في السند. واستقروا في مدينة هارابان ثم انتشروا في جنوب الهند، وانقسموا إلى أربع مجموعات حسب لغتهم، الكانادا والماليام والتاميل والتيلجو.
خلال هذه الفترة، استمروا في الاشتباك مع الآريين من شرق نهر السند لعدة قرون، وأطلق اليونانيون والإيرانيون اسم الهندوس على هذه الكلمة السنديّة (السند). قبل السكان ولاءهم ثم بدأ الآريون في تشكيل النظام الاجتماعي ودخل سكان الهند المجتمع الفيدي . يستشهد عزمي بالتشابهات الأثرية وكذلك التشابهات اللغوية بين السنسكريتية والفارسية، مما يشير إلى أن الآريين كانوا من أصل فارسي أوروبي، ويستشهد بعلم اللغة ليشير إلى أن الآريين الناطقين بالسنسكريتية والمتحدثين بالفارسية كانوا سكان نفس المنطقة، وأنهم جاؤوا من بلاد فارس. في مرحلة ما عندما انتصر الآريون، قبل السكان المحليون بما في ذلك الدرافيديون ولاءهم، ثم بدأ الآريون في تشكيل النظام الاجتماعي ودخل سكان الهند المجتمع الفيدي. يستشهد عزمي بالتشابهات الأثرية وكذلك التشابهات اللغوية بين السنسكريتية والفارسية، مما يشير إلى أن الآريين كانوا من أصل فارسي أوروبي، ويستشهد باللغويات ليشير إلى أن الآريين الناطقين بالسنسكريتية والمتحدثين بالفارسية كانوا من نفس المنطقة، وأنهم جاؤوا من بلاد فارس.ثم قسم الآريون سكان الهند الأصليين إلى أربع طبقات حسب المكانة، وهي البراهمة (الكهنة أو رجال الدين الآريون)، والكشاتريا (محاربو راجبوت أو المراثا)، والفايشيا (التجار أو المزارعين التورانيين الدرافيديان)، والشودرا (عمال التوراني الدرافيديان)، والطبقتان الأوليتان هما الطبقة العليا الآرية والطبقتان الأخيرتان هما الطبقة الدنيا الدرافيدية. وفقًا لعزمي، من بينهم الشودرا الذين تعرضوا للاضطهاد وعدم الاحترام من قبل الآريين، وفي القرن العشرين تحولوا جماعيًا، وتحول عدد كبير من الناس إلى الإسلام، وخاصة مجتمعات الداليت في أماكن مختلفة، بما في ذلك تاميل نادو، حيث حظي تحولهم الطوعي إلى الإسلام بتغطية من الصحافة الهندية، والتي يستشهد عزمي بمصادر عديدة مع اقتباسات بما في ذلك باباصاحب أمبيدكار. ثم ركز الهندوس على كتابة النصوص التي تم تقسيمها إلى خمسة عصور على التوالي:
1. لقد تم تأليف الفيدا الأربعة في العصر الأول. ووفقاً لآزمي فإن الثقافة الفيدية كانت نتاجاً لمزيج من الثقافات الآرية والدرافيدية المحلية. فضلاً عن ذلك فإنه يرفض الفكرة التقليدية التي تزعم أن الفيدا هي كتاب إبراهيمي بحججه الخاصة.[3]
2. وفي الفترة الثانية كتب الفلاسفة الهندوس الأوبنشاد التي تضمنت المفاهيم الأساسية للتصوف أو التصوف، وارتبط به منصور الحلاج وابن عربي وسرمد الكاشاني، الذين ألفوا مع نيربان وأووم كتاب وحدة العُضو، كما قام ابن حابت وأحمد بن ناموس وأبو مسلم الخراساني والرازي محمد بن زكريا الرازي بنشر فكرة التناسخ الموصوفة في الهندوسية باسم الإسلام.[3] وفي هذا الوقت أيضًا، تمت تأليف أوبانيشاد يسمى أوبانيشاد الله في عهد إمبراطور الهند جلال الدين أكبر، حيث تمت مناقشة مفهوم الله في الإسلام.
3. تم إعداد مجموعة من الممارسات الدينية في الفترة الثالثة. وتم تأليف كتب سمريتي خلال هذا الوقت، ومن بينها مانوسمريتي الأكثر شهرة.
4. تم إعداد مجموعة من الممارسات الدينية في الفترة الثالثة. وتم تأليف كتب سمريتي خلال هذا الوقت، ومن بينها مانوسمريتي الأكثر شهرة. [3]
5. في العصر الخامس، تم تأليف المهابهارتا، والجيتا، والرامايانا، والتي تحتوي على روايات عن معارك القادة الآريين وانتصاراتهم في الحرب.[8]

بالإضافة إلى ذلك، يقال أن الكتب المقدسة الهندوسية تحتوي على أوصاف لمختلف الأناجيل الإسلامية، بما في ذلك وصول النبي الإسلامي محمد، والتي كتبها محمد إبراهيم مير سيالكوتي وسناء الله أمريتساري والعديد من الآخرين في القرن العشرين. كتب عزمي الكتاب في البداية، وقال إنه وفقًا لإجماع المسلمين، على الرغم من أن الكتب المقدسة الهندوسية ليست كتبًا سماوية، فقد يكون إبراهيم عندما غادر الآريون وطنهم الأصلي في العراق. يزعم عزمي مزيدًا من الدعم للرأي الثاني القائل بأن الدين نشأ وأن الآريين إما تبنوا هذه الكتب من التوراة وصحيفة إبراهيم عندما مروا بالمنطقة، أو أن الهندوس، عند مراجعة نصوصهم، أدرجوها لإرضاء الحكام المسلمين أثناء الحكم الإسلامي.
يقول عزمي عن ديانة الهندوسية:
يقول عزمي أن السبب وراء النظرة السلبية التي يحملها الهندوس للإسلام هو:

## مادة

### الديانة الهندوسية
في كتاب عزمي يقول عن الهندوسية، عاش عرق كول في موهينجودارو بالهند في القرن الثالث قبل الميلاد، وجاء التورانيون وهزموهم واندمجوا معهم، وظهر العرق الدرافيدي، إنشاء حضارة موهينجودارو في السند. واستقروا في مدينة هارابا ثم انتشروا في جنوب الهند، وانقسموا إلى أربع مجموعات حسب لغتهم، الكانادية والمالايالامية والتاميلية والتيلجو.
خلال هذه الفترة، استمروا في الصراع مع الآريين شرق نهر السند لعدة قرون، وقد أطلق اليونانيون والإيرانيون على هذه الكلمة سيندهو (السند) اسم هندوسي. قبل السكان ولائهم ثم بدأ الآريون في تشكيل النظام الاجتماعي ودخل سكان الهند المجتمع الفيدي. يستشهد عزمي بأوجه التشابه الأثرية وكذلك التشابه اللغوي بين السنسكريتية والفارسية للإشارة إلى أن الآريين كانوا من أصل أوروبي فارسي، ويستشهد باللسانيات ليقترح أن الآريين الناطقين بالسنسكريتية والفارسية البهاشي كانوا نفس المقيمين. المنطقة، وجاءوا من بلاد فارس. ثم قسم الآريون سكان الهند الأصليين إلى أربعة طبقات حسب المكانة، هؤلاء هم البراهمة (الكهنة الآريين أو رجال الدين)، كشاتريياس (راجبوت المحاربون أو المراثا)، فايشياس (تجار أو تجار ومزارعون توراني درافيديون) وشودراس (عمال أو عمال توراني درافيديون)، الأول. اثنان من الآريين هما الطبقة العليا والأخيران هما الطبقة الدرافيديونية الدنيا. وبحسب عزمي، من بينهم، تعرض شعب شودرا للاضطهاد والإذلال على يد الآريين، وفي القرن العشرين تحولوا بشكل جماعي، واعتنق عدد كبير من الناس الإسلام، وخاصة مجتمعات الداليت في أماكن مختلفة، بما في ذلك تاميل نادو. الذي حظي تحوله الطوعي إلى الإسلام بتغطية من الصحافة الهندية، واستشهد عزمي بمصادر متعددة مع اقتباسات بما في ذلك بابا صاحب أمبيدكار. في خمسة عصور. على التوالى:
1. تم تأليف جميع الفيدا الأربعة في العصر الأول. وفقًا لعزمي، كانت الثقافة الفيدية نتاج مزيج من الثقافات الآرية والدرافيدية المحلية. علاوة على ذلك، فهو يرفض الفكرة التقليدية المتمثلة في ادعاء الفيدا بأنها كتاب الصحيفة الإبراهيمية بحججه.[3]

```
# وفي الفترة الثانية، كتب الفلاسفة الهندوس الأوبنشاد، الذي ضم المفاهيم الأساسية 
لالصوفية
 أو التصوف، وارتبط بهم منصور الحلاج، 
ابن عربي
، وسرمد كاشاني، الذين كانوا معًا 
نيربان
 
وأم
 ألّف وحدة الوجود، وابن أدهات، وأحمد بن الناموس، وأبو مسلم الخراساني، ومحمد بن زكريا الرازي.   تم نشر فكرة التناسخ الموصوفة في الهندوسية باسم الإسلام.  وفي نفس الوقت أيضًا، تمت كتابة الأوبنشاد المسمى الله أوبانيشاد في فترة حكمه.   جلال الدين أكبر، إمبراطور الهند، حيث تمت مناقشة مفهوم الله في الإسلام.
# وفي الفترة الثالثة تم إعداد خلاصة الممارسات الدينية.   تم تأليف كتب 
سمريتي
 خلال هذه الفترة، ومن أبرزها 
مانوسمريتي
.
# وفي الفترة الرابعة وبسبب اندماج الآريين مع سكان الهند بدأت الآلهة الآرية في الاختفاء.   كان الآريون يعبدون 
إندرا
 كإله الرعد، وأجني كإله النار، وآرون كإله السماء، 
وأوشا
 كإله الصباح.   لكن لاحقًا 
فيشنو
 كإله القوت 
وشيفا
 كإله الدمار أخذ مكانه وكتبت 
أسطورية
 كتب تمدح هذه الآلهة.   في أماكن مختلفة من النصوص، يتم تقديم قصة الخلق والقيامة والوقت بين مانوس وتدمير الكون.   وفقا للمعتقد الهندوسي، فإن هذا الكون غير قابل للتدمير.   يتم تدميره عدة مرات ويتم إنشاؤه من جديد.   ويدعي عزمي أيضًا أنه بما أن الهجرة الآرية حدثت عبر مصر وسوريا في زمن المسيحي 
القديس بولس
، فقد طور الآريون لاحقًا مفهومًا إلهيًا ثلاثيًا يتكون من فيشنو كما تأثر بالقديس بولس بواسطة الثالوث.   وبراهما وماهاديف (شيفا).   <اسم المرجع='AHWT'/>
```

1. في العصر الخامس تم تأليف ماهابهاراتا وجيتا ورامايانا، والتي تصف معارك القادة الآريين وانتصاراتهم في الحرب.[8]

```
بالإضافة إلى ذلك، يقال إن الكتب المقدسة الهندوسية تحتوي على روايات إنجيلية إسلامية مختلفة، بما في ذلك ظهور النبي الإسلامي محمد، محمد إبراهيم مير سيالكوتي 
وسناء الله أمريتساري
 وغيرهم الكثير في القرن العشرين.
[
3
]
 قال عزمي في بداية الكتاب أنه وفقًا لإجماع المسلمين، فإن الكتاب المقدس الهندوسي أسماني كتاب قد يقول أنه عندما غادر الآريون مسقط رأسهم، كان 
إبراهيم
 في العراق.   ويزعم عزمي المزيد من التأييد للرأي الثاني القائل بأن الدين ظهر واعتمده الآريون إما من التوراة وصحاح إبراهيم أثناء مرورهم بالمنطقة، أو من قبل الهندوس عندما عدلوا نصوصهم، خلال العصر الإسلامي إرضاء الحكام.   قاعدة.
[
3
]
[
8
]
[
11
]
```

يقول عزمي عن الهندوسية،
ويقول عزمي إن سبب التصور السلبي لدى الهندوس تجاه الإسلام هو،

## مرحبا
```
أبو بكر محمد زكريا
 في كتابه "
الهندوسية وتأثر بعض الفرق الإسلامية بها
" الذي كتبه في البداية كأطروحة، لذلك حصل على المساعدة المباشرة من أستاذه 
ضياء الرحمن عزمي
 كما تابع عن كثب كتاب عزمي "فصول في أديانيل هند".
```

## مواقع أخرى
- فصول في أديانيل هند في موقع Islamhouse.com